# Gibier de potence (film)
Pour les articles homonymes, voir Gibier de potence.
Pour plus de détails, voir Fiche technique et Distribution.
Gibier de potence est un film français réalisé par Roger Richebé, sorti en 1951.

## Synopsis
Marceau Le Guern (Georges Marchal) sort de l'orphelinat où il a passé toute sa jeunesse avec pour toute famille son ami Lucien, certains leur prêtant à tort une relation homosexuelle. Il est bel homme, plaît aux femmes, mais ne s'attache à aucune. Madame Alice (Arletty), la quarantaine, propriétaire d'une boutique de lingerie, le remarque et le prend sous son aile. Elle le pousse d'abord à accepter une séance de photos érotiques puis l'introduit auprès de femmes seules et fortunées, mais Le Guern, qui a son amour-propre, se lasse vite de ces conquêtes, qui ne sont pour lui que des coquilles vides. Madame Alice a un fort ascendant psychologique sur Marceau, dont il essaie de se défaire.  
La guerre et la mobilisation viennent l'aider dans cet objectif. Il passera quatre ans dans un camp de prisonniers. Mais à son retour, sa relation ambiguë reprend avec Madame Alice. Alors que, violentée ou violée à huit ans, elle refuse toute avance masculine, elle entretient une proximité étroite avec Marceau et régente sa vie, à son grand désespoir. Elle se fait accompagner par son protégé à une invitation en province, intriguant pour le pousser dans les bras d'une jeune femme, Dominique (Nicole Courcel), qui pourrait assurer son avenir. Mais l'amour germe alors dans le cœur de Marceau, qui finit par se déclarer à Dominique.  
La famille de la jeune femme propose à Marceau de s'expatrier avec elle pour travailler dans leurs affaires chiliennes. Alice ne supporte pas l'idée de perdre son jouet et se moque ouvertement de lui tout en laissant entendre qu'elle pourra le faire chanter. Le dénouement de cette tumultueuse relation sera tragique. 

## Fiche technique
- Titre : Gibier de potence
- Réalisateurs : Roger Richebé assisté de Pierre Gaspard-Huit
- Scénario et dialogues : Jean Aurenche, Maurice Blondeau[1], d'après le roman de Jean-Louis Curtis
- Décorateur : Jacques Krauss
- Costumes : Jacques Griffe
- Photographie : Philippe Agostini
- Montage : Yvonne Martin
- Musique : Henri Verdun
- Son : Louis Kieffer
- Producteur : Roger Richebé
- Société de production : Les Films Roger Richebé
- Pays de production :  France
- Langue de tournage : Français
- Format : Noir et blanc — 35 mm — 1,37:1 — Son : Mono
- Genre : Film dramatique
- Durée : 106 minutes (1 h 46)
- Date de sortie :	
  - France : 8 novembre 1951

## Distribution
- Arletty : Alice Combe
- Georges Marchal : Marceau Le Guern
- Nicole Courcel : Dominique
- Pierre Dux : le père Quentin
- Mona Goya : Henriette
- Robert Dalban : le boucher
- Marie Ventura : Consuelo
- Marcel Mouloudji : Ernest
- Renée Cosima : Ginette
- Simone Paris : Mme Dancourt
- André Carnège : frère Benedict
- Georges Paulais : frère Bartholomé
- Albert Michel  : Antoine
- Robert Seller : un client
- Pierre Morin : le commissaire
- Allain Dhurtal
- Jacques Erwin
- Maurice Nasil
- Guy Favières
- Frédéric Valmain
- Yvonne Dany
- Dominique Marcas
- Simone Michels : la bouchère
- Frédérique Nadar : Mme Duperraux
- Micheline Rolla
- André Pradel
- Guy Saint-Clair